# Henry Bender

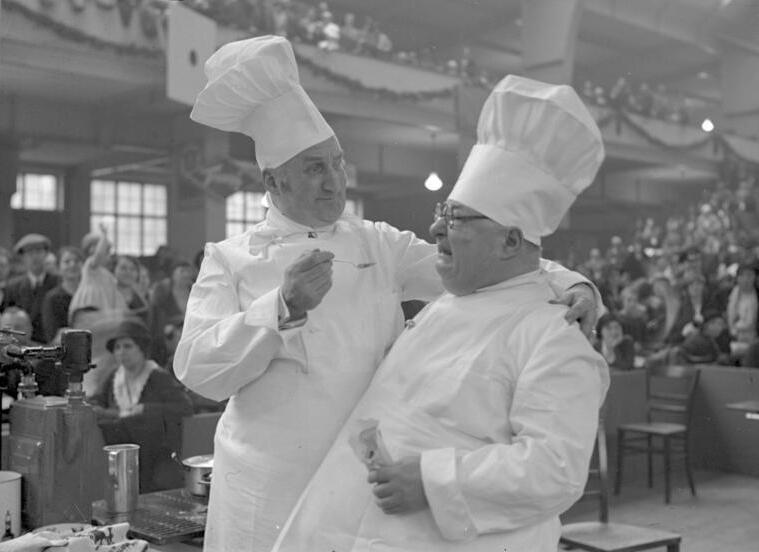
Henry Bender (rechts) mit Leopold von Ledebur, 1932

Henry Bender (* 1. Oktober 1867 als Max Georg Berg in Berlin; † 24. Mai 1935 ebenda) war ein deutscher Schauspieler.

## Leben und Wirken
Bender, der mit bürgerlichem Namen Georg Berg hieß, wurde am 1. Oktober 1867 in Berlin geboren. Sein Vater betrieb dort eine Gastwirtschaft. Bender begann eine Lehre in einem Geschäft für Tülle und Spitzen, doch schrieb er schon als junger Mann Couplets auf Lokalereignisse und übernahm auf der Gartenbühne des Ostend-Theaters in der Großen Frankfurter Straße kleinere Rollen. Sein Vater schickte ihn zu einem Verwandten nach Amerika, wo er seine Lehre fortsetzen sollte. Bender aber entzog sich und schloss sich einer Wanderbühne an, um den Schauspielerberuf zu ergreifen.
Er begann seine Bühnenkarriere 19-jährig in den USA und setzte sie 1891 in Paris am Folies Bergère fort. Dann ging er nach London, bevor er nach Berlin zurückkehrte, wo er ein Engagement am Metropol-Theater übernahm. Dort spielte er an der Seite von Guido Thielscher, Josef Josephi und Fritzi Massary in den großen Jahresrevuen des Hauses mit. Aus der Revue Neuestes, Allerneuestes (1904) von Victor Hollaender ist eine Grammophon-Aufnahme mit Bender erhalten. Als »Komiker am Metropoltheater« ist er als wohnhaft in der Wilhelmstraße 125 registriert. Weitere Auftritte hatte Bender im Passage-Theater und im Wintergarten.
Seit 1905 wirkte er als Komiker in mehr als hundert Stummfilmen mit. 1908 hielt die Deutsche Mutoskop & Biograph GmbH Benders Schutzmannslied aus der Revue Donnerwetter-Tadellos! im Tonbild fest. Außerdem spielte er 1918/19 noch in zwei Lichtspiel-Operetten der Jakob Beck-Film KG und der Delog Deutsche Lichtspiel-Opern KG (beide Berlin) an der Seite von Molly Wessely und Paul Westermeier mit. Nach 1930 war er noch in mehreren Tonfilmen zu sehen, darunter als Kneipenwirt in Richard Oswalds erster tönender Verfilmung von Hanns Heinz Ewers’ Schauer-Stoff „Alraune“.
Bender erfreute sich zur Zeit der Weimarer Republik großer Beliebtheit. 1929 eröffnete er in der Bleibtreustraße 33 sein Restaurant Bei Henry Bender, das über seinen Tod hinaus zu einem beliebten Berliner Künstlertreffpunkt wurde.

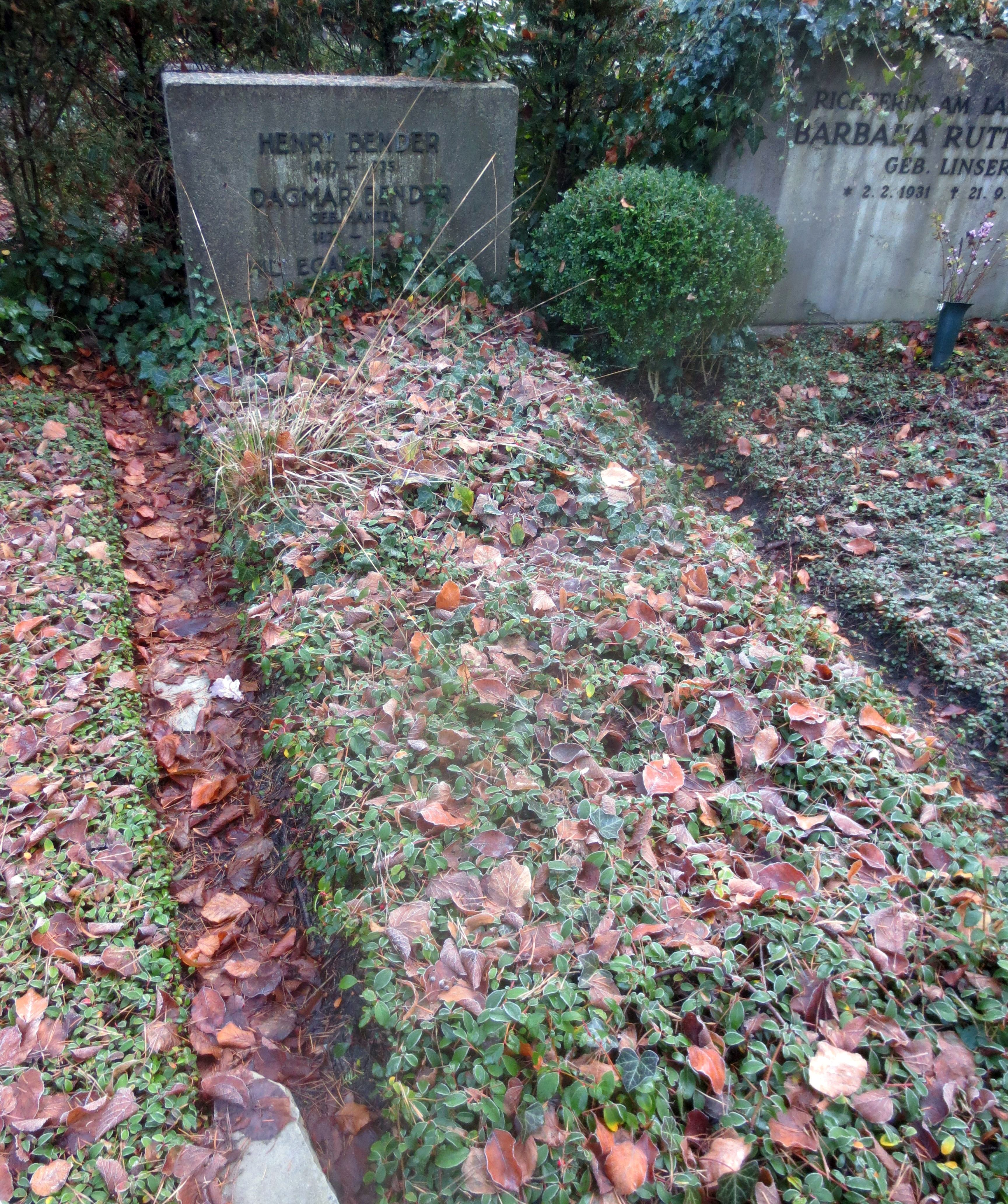
Grab von Henry Bender auf dem Friedhof Heerstraße in Berlin-Westend

Bender war Urberliner mit Mutterwitz und vielseitig komödiantischem Talent. Er hat bereits in den 1910er-Jahren mehrere Schallplatten besprochen, einige davon zusammen mit den Komikerkollegen Georg Barsch, Paul Bendix und Martin Kettner. Bender wurde 1903 in die Berliner Freimaurerloge Galilei zur ewigen Wahrheit aufgenommen.
Henry Bender starb im Mai 1935 im Alter von 67 Jahren in Berlin. Beigesetzt wurde er auf dem Friedhof Heerstraße im heutigen Ortsteil Berlin-Westend (Grablage: 16-F-43). Das Grab ist – entgegen der Darstellung in einigen Quellen – erhalten. Seine Witwe Dagmar, geb. Hansen, mit der er seit 1894 verheiratet gewesen war, starb 1941.
Sein Name stand 1938 mit dem Vermerk „vermutlich nichtarisch“ auf einer die Entlassungen zusammenfassenden „Judenliste“ der Reichsfilmkammer.
Auch der Sohn Robert Berg (1902–1974) trat in der Stummfilmzeit als Bobby Bender in Filmen auf, häufig an der Seite seines Vaters (Die versunkene Flotte, Kleinstadtsünder). Nach dem Tod seiner Eltern leitete er die Gaststätte Bei Henry Bender gemeinsam mit seiner Ehefrau Margarete geb. Rörig.

## Tondokumente (Auswahl)
- Nur die Ruhe kann’s machen, 1. u. 2. Teil:  Zonophon 17 365 (mx. 12 659 u, 12 660 u), auch Meteor Nr.35 (mx. 1563, 1564) [mit Barsch]
- Reminiszenzen, 1. u. 2. Teil:  Zonophon x-24 395 (mx. 7337 L, 7338 L) [mit Bendix]
- Der Gerichtsdiener der “Großen Affaire” 1. u. 2. Teil (Musik: Paul Lincke): Zonophon x-21 179 (mx. 13 617 u) [mit Kettner]
- Börsen-Duett “Ach Börse, liebe Börse” (Musik: Paul Lincke): Grammophon 2-44 421 (mx. 13 591 u) [mit Massary]
- Schutzmannslied (Musik: Paul Lincke): Zonophon x-22 892 (mx. 13 613 u)
- Das Auge des Gesetzes (Musik: Viktor Hollaender): Grammophon 2-42 615 (mx. 1699)
- Der Amerikaner (Musik: H.Bender): Grammophon 2-42 882 (mx. 1898 1/2 L)

## Filmografie (Auswahl)
- 1897: Nächtliche Hotelszene
- 1908: Schutzmann-Lied (Tonbild)
- 1908: Donnerwetter, tadellos
- 1914: Eine tolle Nacht
- 1915: Wie werde ich Amanda los?
- 1918: Fauvette
- 1918: Meiers lassen sich scheiden
- 1918: Wer nicht in der Jugend küßt (Singfilm)
- 1919: Hannemann, ach Hannemann (Singfilm)
- 1919: König Nicolo
- 1920: Die Herrin der Welt, 8. Teil: Die Rache der Maud Fergusson
- 1920: Whitechapel. Eine Kette von Perlen und Abenteuern
- 1921: Der Mann ohne Namen (6 Teile)
- 1921: Die Abenteurerin von Monte Carlo
- 1921: Das Rätsel der Sphinx
- 1921: Der Herr der Bestien
- 1921: Junge Mama
- 1922: Versunkene Welten
- 1922: Der blinde Passagier
- 1922: Marie Antoinette
- 1923: Die Frau mit den Millionen
- 1923: Gobseck
- 1924: Die schönste Frau der Welt
- 1924: Horrido
- 1925: Der Flug um den Erdball
- 1925: Der Hahn im Korb
- 1925: Blitzzug der Liebe
- 1925: Die tolle Herzogin
- 1926: Der Ritt in die Sonne
- 1926: Wien – Berlin
- 1926: Der Stolz der Kompagnie
- 1926: Der Hauptmann von Köpenick
- 1926: Frauen der Leidenschaft
- 1926: Trude, die Sechzehnjährige
- 1926: Die Flucht in den Zirkus
- 1926: Im weißen Rößl
- 1926: Als ich wiederkam
- 1926: Eine tolle Nacht
- 1926: Die Insel der verbotenen Küsse
- 1926: Die versunkene Flotte
- 1926: Die Piraten der Ostseebäder
- 1927: Der Juxbaron
- 1927: Feme
- 1927: Ein schwerer Fall
- 1927: Familientag im Hause Prellstein
- 1927: Im Luxuszug
- 1927: Gustav Mond … Du gehst so stille
- 1927: Kleinstadtsünder
- 1927: Das Fräulein von Kasse 12
- 1927: Die Sandgräfin
- 1928: Panik
- 1928: Kaczmarek
- 1928: Unmoral
- 1928: Aus dem Tagebuch eines Junggesellen
- 1929: Flucht in die Fremdenlegion
- 1929: Die Mitternachts-Taxe
- 1929: Ja, Ja, die Frau’n sind meine schwache Seite
- 1929: Die Frau ohne Nerven
- 1930: Der weiße Teufel
- 1930: Alraune
- 1930: Die singende Stadt
- 1930: Nur Du
- 1930: Drei Tage Mittelarrest
- 1931: Der Herr Bürovorsteher
- 1931: So’n Windhund
- 1931: Der Schlemihl
- 1932: Holzapfel weiß alles
- 1932: Lumpenkavaliere
- 1933: Marion, das gehört sich nicht

## Abbildungen
- Henry Bender auf Ansichtskarte
- Henry Bender auf Ansichtskarte (Photochemie Berlin, K.2426)
- Künstler-Ansichtskarte Berlin Charlottenburg, Restaurant Henry Bender, Bleibtreustr. 33, gelaufen 1936